# Campionati europei di Yngling 2008
I Campionati europei di Yngling 2008 si sono svolti a Blanes, in Spagna.

## Podi
| Evento            | Oro                                             | Argento                                                    | Bronzo                                                             |
| Yngling femminile | Regno Unito Sarah Ayton Sarah Webb Pippa Wilson | Paesi Bassi Renée Groeneveld Annemieke Bes Merel Witteveen | Paesi Bassi Mandy Mulder Brechtje van der Werf Floortje Hendriksen |

## Medagliere
| Posiz. | Nazione     | Oro | Argento | Bronzo | Totale |
| ------ | ----------- | --- | ------- | ------ | ------ |
| 1      | Regno Unito | 1   | 0       | 0      | 1      |
| 2      | Paesi Bassi | 0   | 1       | 1      | 2      |
| Totale | Totale      | 1   | 1       | 1      | 3      |